# مسابقات تکواندو قهرمانی آسیا ۱۹۷۶
مسابقات تکواندو قهرمانی آسیا ۱۹۷۶، دومین دوره مسابقات تکواندو قهرمانی آسیا بود که از ۱۶ تا ۱۷ اکتبر ۱۹۷۶، در تالار دالاس بروکس در ملبورن، استرالیا برگزار شد.

## خلاصه مدال‌ها
| رویداد                 | طلا                       | نقره                          | برنز                        |
| Finweight (۴۸- ک‌گ)     | Choi Yoon-ki · کرهٔ جنوبی  | Roberto Evangelista · فیلیپین | Chia Pheng Pheng · سنگاپور  |
| Finweight (۴۸- ک‌گ)     | Choi Yoon-ki · کرهٔ جنوبی  | Roberto Evangelista · فیلیپین | Brendan Drew · استرالیا     |
| Flyweight (۵۳- ک‌گ)     | Kim Yong-ki · کرهٔ جنوبی   | Paul Cabatingan · فیلیپین     | Yau Chee Hong · استرالیا    |
| Flyweight (۵۳- ک‌گ)     | Kim Yong-ki · کرهٔ جنوبی   | Paul Cabatingan · فیلیپین     | Aw Chong Tiong · مالزی      |
| Bantamweight (۵۸- ک‌گ)  | Son Tae-hwan · کرهٔ جنوبی  | Abdul Hamid Noor · مالزی      | Peter Robinson · استرالیا   |
| Bantamweight (۵۸- ک‌گ)  | Son Tae-hwan · کرهٔ جنوبی  | Abdul Hamid Noor · مالزی      | Jaime Martin · فیلیپین      |
| Featherweight (۶۳- ک‌گ) | Kim Moo-chun · کرهٔ جنوبی  | Lye Kwong · مالزی             | Martin Hall · استرالیا      |
| Featherweight (۶۳- ک‌گ) | Kim Moo-chun · کرهٔ جنوبی  | Lye Kwong · مالزی             | Narcisco Erana · فیلیپین    |
| Lightweight (۶۸- ک‌گ)   | Choi Jae-chun · کرهٔ جنوبی | Michael Adey · استرالیا       | Adrian Nair · نیوزیلند      |
| Lightweight (۶۸- ک‌گ)   | Choi Jae-chun · کرهٔ جنوبی | Michael Adey · استرالیا       | Lum Chiang Fai · مالزی      |
| Welterweight (۷۳- ک‌گ)  | Yoo Yong-hap · کرهٔ جنوبی  | John Soh Tiong · سنگاپور      | Ramon Tusi · فیلیپین        |
| Welterweight (۷۳- ک‌گ)  | Yoo Yong-hap · کرهٔ جنوبی  | John Soh Tiong · سنگاپور      | Bradley McDonald · استرالیا |
| Middleweight (۸۰- ک‌گ)  | Kim Chul-hwan · کرهٔ جنوبی | Colin Handley · استرالیا      | Ooi Peng Shew · مالزی       |
| Middleweight (۸۰- ک‌گ)  | Kim Chul-hwan · کرهٔ جنوبی | Colin Handley · استرالیا      | Low Fang Lian · سنگاپور     |
| Heavyweight (۸۰+ ک‌گ)   | Kim Duk-soo · کرهٔ جنوبی   | Shane Bray · استرالیا         | Elmer Pato · فیلیپین        |
| Heavyweight (۸۰+ ک‌گ)   | Kim Duk-soo · کرهٔ جنوبی   | Shane Bray · استرالیا         | Harry Singh · سنگاپور       |

## جدول مدال‌ها
| رتبه           | کشور           | طلا | نقره | برنز | مجموع |
| -------------- | -------------- | --- | ---- | ---- | ----- |
| ۱              | کرهٔ جنوبی      | ۸   | ۰    | ۰    | ۸     |
| ۲              | استرالیا       | ۰   | ۳    | ۵    | ۸     |
| ۳              | فیلیپین        | ۰   | ۲    | ۴    | ۶     |
| ۴              | مالزی          | ۰   | ۲    | ۳    | ۵     |
| ۵              | سنگاپور        | ۰   | ۱    | ۳    | ۴     |
| ۶              | نیوزیلند       | ۰   | ۰    | ۱    | ۱     |
| مجموع (۶ کشور) | مجموع (۶ کشور) | ۸   | ۸    | ۱۶   | ۳۲    |